# 대운하
대운하(중국어 간체자: 大运河, 정체자: 大運河, 병음: Dà Yùnhé)는 중국의 베이징과 항저우를 잇는 운하다. 베이징-항저우 대운하(중국어 간체자: 京杭大运河, 정체자: 京杭大運河, 병음: Jīng-Háng Dà Yùnh, 경항대운하)라고도 한다. 대운하 시작은 기원전 5세기 또는 7세기로 보기도 하지만, 일반적으로 수나라 양제가 7세기에 시작했다고 하며, 원나라 쿠빌라이칸 시기 개수했고, 명나라 영락제 시기 완성했다고 한다. 운하 노정은 대체로 진푸선과 병행하고 있다. 수나라 대운하 전통을 이어받았지만, 그 도정은 다르다.

## 역사

### 수나라시기
604년 (인수 4년) 수나라의 양제가 수도를 장안에서 낙양으로 옮겼다고 주장한다. 605년 (대업 원년) 대공사를 일으켜 대운하를 파기 시작하였다. 계획의 핵심은 통제거(通濟渠)와 영제거(永濟渠)였다. 통제거는 605년 개착되었으며 동쪽과 서쪽의 두 부분으로 이루어져 있다. 서쪽은 지금의 낙양 서쪽에서 낙하(洛河)와 곡수(穀水)로 황허와 연결되어 있으며 동쪽은 형양(滎陽)의 사수(汜水)에서 출발하여 황허의 물줄기를 따라 변하(汴河)에 이어지며 화이허(淮河)와 합류한다. 통제거로 인해 황허와 화이허(淮河)를 연결되자, 그 해 다시 운하를 개착하여 화이허와 장강을 연결하였다. 3년 뒤에 다시 대공사를 일으켜 영제거(永濟渠)를 준설하였다. 영제거는 608년 준설되었으며 심하(沁河)와 기수(淇水), 위하(衛河)를 연결하여 천진(天津)까지 연결하는 것으로 여기에서 영정하(永定河)를 따라 지금의 북경까지 닿을 수 있었다. 2년 뒤, 강남운하(江南運河)를 개통하여 여항(余杭, 지금의 항주)까지 연결하였다. 모두 8년의 시간이 소요되었으며 대운하의 전체 길이는 2,700km 정도였다. 양주(揚州)와 진강(鎮江)에서부터 항주(杭州)에 이르는 구간으로 모두 400km 정도이다. 수도 낙양에서부터 항주에 이르는 구간을 모두 합하면 1,700km 정도였다.

### 당나라~원나라시기
대운하는 수나라를 이은 당나라와 송나라 때에도 중요한 수로가 되었다. 대운하는 원나라 때 다시 대공사를 하여 황허 유역 동안진과 위하 유역의 임청을 잇는 회통 운하라는 새로운 운하가 건설되었다.

### 명나라시기 이후
1411년 명나라 때에는 명나라 공부 대신 송례가 더욱 완벽하게 만들어 대운하를 6개 주요 부분으로 나누었다.
1. 북경 주변 통현을 잇는 짧은 수로
2. 백하와 천진을 잇고 다시 위하 유역 임청까지 운하를 파서 이어지는 강
3. 산동성에 있는 구간
4. 서주에서 황허의 남쪽 진로를 따라 칭장강까지 뻗은 구간
5. 칭장강에서 옛 산양 운하를 따라 남쪽으로 내려가다 장강 유역 금강까지 이어진 구간
6. 강남 운하 라 불리는 장강 남쪽 구간 운하로 장강 남동쪽에서 소주에서 남서쪽으로 방향을 바꾸어 항주까지 이어지는 320km의 운하

이렇게 6부분으로 이루어진 대운하는 19세기에는 몇 차례 홍수로 제방이 무너져 큰 문제가 일어났고 1934년 국민당 정부가 칭장강과 장강 구간의 운하를 수리했다. 1958년에는 공산당 정부가 600t 선박이 지나갈 수 있도록 다시 수리했고 근대식 갑문과 64km의 새로운 운하를 연결하고 이렇게 여러 번 준설하고 보강하여 지금의 대운하가 완성되었다.

## 건설의 효과

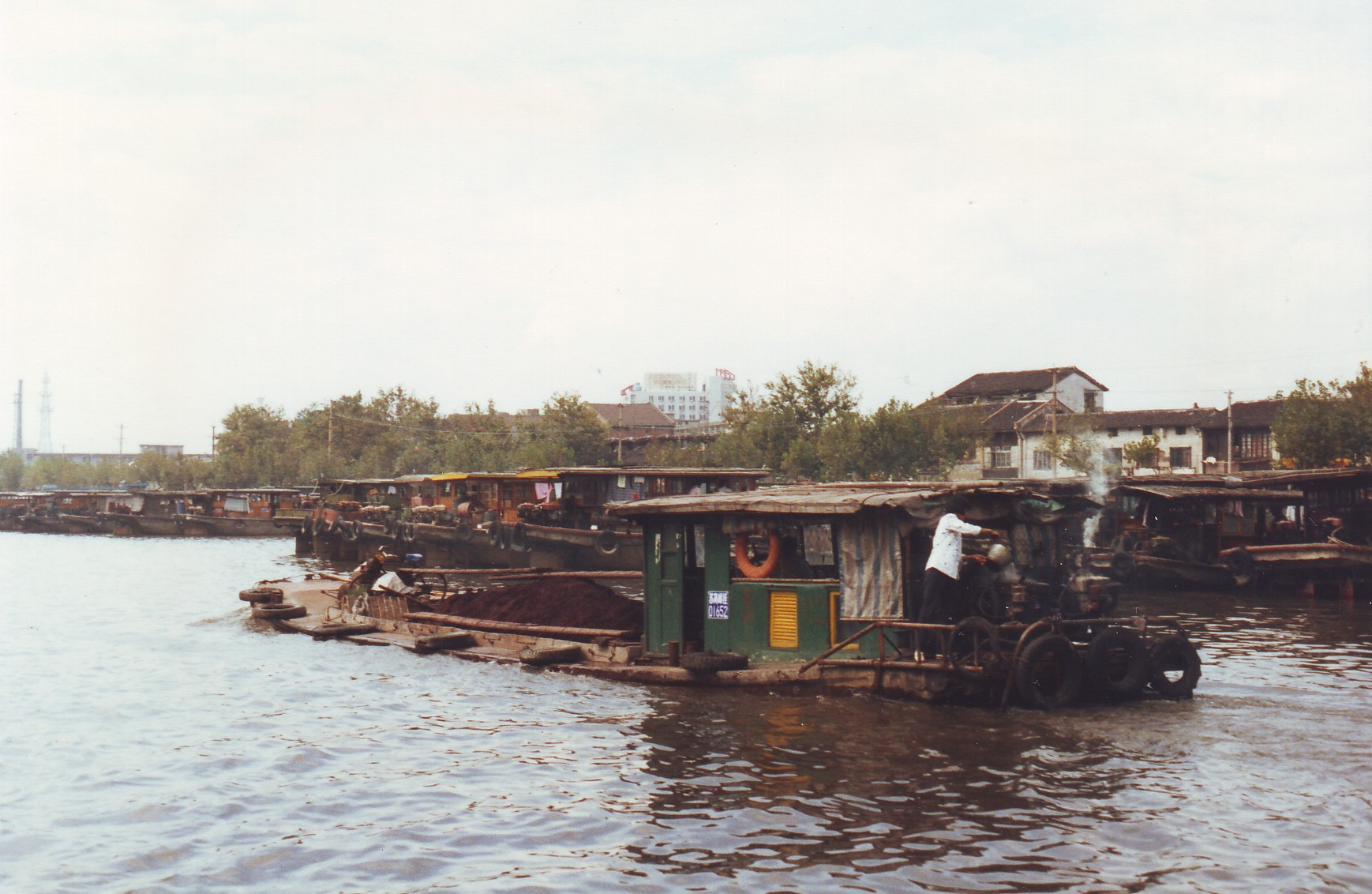
대운하

대운하가 개통되어 경제적으로 우월했던 남쪽이 북쪽과 연결되어 중국 전체의 유통이 원활해졌다. 그 경제적, 문화적, 정치적인 영향은 헤아릴 수 없다. 그러나 대운하의 건설에 많은 사람들을 동원해서 괴롭혔기 때문에 수나라는 곧 멸망하고 당나라가 건국되었다. 사실 당나라야말로 대운하로부터 가장 큰 이익을 얻었다. 자체 생산력으로는 식량을 충당할 수 없었던 장안(長安)이 식량을 공급받을 수 있었던 것은 대운하를 통한 물자 수송 덕분이었다.
대운하의 개통으로 말미암아 개봉이 교통의 중심지로 부상하여 경제적인 중요성이 높아지고, 이후 북송의 수도가 되었다. 개봉 성의 성곽 중심을 운하가 관통하고 있었다.

## 같이 보기
- 황하
- 장강
- 영거 (운하)
- 정국거